# European Championships 2022/Teilnehmer (Zypern)
| Gelbes Symbol für Goldmedaillen mit stilisierten Olympischen Ringen | Graues Symbol für Silbermedaillen mit stilisierten Olympischen Ringen | Braundes Symbol für Bronzemedaillen mit stilisierten Olympischen Ringen |
| ------------------------------------------------------------------- | --------------------------------------------------------------------- | ----------------------------------------------------------------------- |
| 1                                                                   | —                                                                     | —                                                                       |

Die Republik Zypern nahm mit 16 Athleten (10 Männer, 6 Frauen) an den European Championships 2022 in München teil.

## Medaillen

### Medaillenspiegel
| Rang   | Sportart | Gold | Silber | Bronze | Gesamt |
| ------ | -------- | ---- | ------ | ------ | ------ |
| 1      | Turnen   | 1    | –      | –      | 1      |
| Gesamt | Gesamt   | 1    | 0      | 0      | 1      |

### Medaillengewinner
| Name/n          | Sportart | Wettkampf |
| --------------- | -------- | --------- |
| Gold            |          |           |
| Marios Georgiou | Turnen   | Reck      |

## Teilnehmer nach Sportarten

### Kanurennsport
| Athleten          | Wettbewerb | Vorlauf | Vorlauf | Vorlauf       | Halbfinale | Halbfinale | Halbfinale    | Finale       | Finale | Rang |
| Athleten          | Wettbewerb | Zeit    | Rang    | Qualifikation | Zeit       | Rang       | Qualifikation | Zeit         | Rang   | Rang |
| ----------------- | ---------- | ------- | ------- | ------------- | ---------- | ---------- | ------------- | ------------ | ------ | ---- |
| Männer            |            |         |         |               |            |            |               |              |        |      |
| Andreas Potamitis | KL-1 200 m | —       | —       | —             | —          | —          | —             | 1:12,069 min | 9      | 9    |

### Leichtathletik
Laufen und Gehen
| Athleten          | Wettbewerb   | Vorlauf | Vorlauf | Halbfinale    | Halbfinale    | Finale        | Finale        | Rang |
| Athleten          | Wettbewerb   | Zeit    | Rang    | Zeit          | Rang          | Zeit          | Rang          | Rang |
| ----------------- | ------------ | ------- | ------- | ------------- | ------------- | ------------- | ------------- | ---- |
| Frauen            |              |         |         |               |               |               |               |      |
| Olivia Fotopoulou | 100 m        | 11,62 s | 20      | ausgeschieden | ausgeschieden | ausgeschieden | ausgeschieden | 27   |
| Olivia Fotopoulou | 200 m        | 23,40 s | 15      | 23,33 s       | 12            | ausgeschieden | ausgeschieden | 12   |
| Natalia Christofi | 100 m Hürden | 13,53 s | 18      | ausgeschieden | ausgeschieden | ausgeschieden | ausgeschieden | 30   |
| Männer            |              |         |         |               |               |               |               |      |
| Milan Traikovits  | 110 m Hürden | –       | –       | 13,54 s       | 9             | ausgeschieden | ausgeschieden | 9    |

Springen und Werfen
| Athleten               | Wettbewerb | Qualifikation | Qualifikation | Finale        | Finale        | Rang |
| Athleten               | Wettbewerb | Weite/Höhe    | Rang          | Weite/Höhe    | Rang          | Rang |
| ---------------------- | ---------- | ------------- | ------------- | ------------- | ------------- | ---- |
| Frauen                 |            |               |               |               |               |      |
| Filippa Fotopoulou     | Weitsprung | 6,54 m        | 11            | ausgeschieden | ausgeschieden | 11   |
| Androniki Lada         | Diskuswurf | 52,80 m       | 24            | ausgeschieden | ausgeschieden | 24   |
| Männer                 |            |               |               |               |               |      |
| Alexandros Poursanidis | Hammerwurf | 70,56 m       | 21            | ausgeschieden | ausgeschieden | 21   |
| Apostolos Parellis     | Diskuswurf | 61,95 m       | 11            | 63,32 m       | 8             | 8    |

### Tischtennis
| Athleten                         | Wettbewerb | Gruppenphase                   | Gruppenphase | Vorrunde      | Vorrunde      | 1. Runde                         | 1. Runde      | 2. Runde                        | 2. Runde      | Achtelfinale  | Achtelfinale  | Viertelfinale | Viertelfinale | Halbfinale    | Halbfinale    | Finale        | Finale        | Rang          |
| Athleten                         | Wettbewerb | Gegner                         | Erg.         | Gegner        | Erg.          | Gegner                           | Erg.          | Gegner                          | Erg.          | Gegner        | Erg.          | Gegner        | Erg.          | Gegner        | Erg.          | Gegner        | Erg.          | Rang          |
| -------------------------------- | ---------- | ------------------------------ | ------------ | ------------- | ------------- | -------------------------------- | ------------- | ------------------------------- | ------------- | ------------- | ------------- | ------------- | ------------- | ------------- | ------------- | ------------- | ------------- | ------------- |
| Frauen                           |            |                                |              |               |               |                                  |               |                                 |               |               |               |               |               |               |               |               |               |               |
| Foteini Meletie                  | Einzel     | Ana Tofant                     | 0:3          | ausgeschieden | ausgeschieden | ausgeschieden                    | ausgeschieden | ausgeschieden                   | ausgeschieden | ausgeschieden | ausgeschieden | ausgeschieden | ausgeschieden | ausgeschieden | ausgeschieden | ausgeschieden | ausgeschieden | ausgeschieden |
| Foteini Meletie                  | Einzel     | Nikoleta Puchovanová           | 0:3          | ausgeschieden | ausgeschieden | ausgeschieden                    | ausgeschieden | ausgeschieden                   | ausgeschieden | ausgeschieden | ausgeschieden | ausgeschieden | ausgeschieden | ausgeschieden | ausgeschieden | ausgeschieden | ausgeschieden | ausgeschieden |
| Foteini Meletie Harisa Mešetović | Doppel     | —                              | —            | —             | —             | Freilos                          | Freilos       | Maria Yovkova Polina Trifonowa  | 0:3           | ausgeschieden | ausgeschieden | ausgeschieden | ausgeschieden | ausgeschieden | ausgeschieden | ausgeschieden | ausgeschieden | 33            |
| Männer                           |            |                                |              |               |               |                                  |               |                                 |               |               |               |               |               |               |               |               |               |               |
| Marios Yiangou                   | Einzel     | Florent Lambiet                | 0:3          | Borgar Haug   | 2:3           |                                  |               |                                 |               |               |               |               |               |               |               |               |               | 73            |
| Marios Yiangou                   | Einzel     | Konstantinos Konstantinopoulos | 3:0          | Borgar Haug   | 2:3           |                                  |               |                                 |               |               |               |               |               |               |               |               |               | 73            |
| Marios Yiangou                   | Einzel     | Ľubomír Pištej                 | 3:1          | Borgar Haug   | 2:3           |                                  |               |                                 |               |               |               |               |               |               |               |               |               | 73            |
| Marios Yiangou Michael Tauber    | Doppel     | —                              | —            | —             | —             | Freilos                          | Freilos       | Maciej Kubik Samuel Kulczycki   | 0:3           | ausgeschieden | ausgeschieden | ausgeschieden | ausgeschieden | ausgeschieden | ausgeschieden | ausgeschieden | ausgeschieden | 33            |
| Mixed                            |            |                                |              |               |               |                                  |               |                                 |               |               |               |               |               |               |               |               |               |               |
| Marios Yiangou Foteini Meletie   | Doppel     | —                              | —            | —             | —             | Ignas Navickas Emilija Riliskyte | 3:0           | Anton Limonow Solomija Bratejko | 0:3           | ausgeschieden | ausgeschieden | ausgeschieden | ausgeschieden | ausgeschieden | ausgeschieden | ausgeschieden | ausgeschieden | 33            |

### Turnen
| Athleten                                                                           | Wettbewerb           | Qualifikation | Qualifikation | Finale        | Finale        | Rang |
| Athleten                                                                           | Wettbewerb           | Punkte        | Rang          | Punkte        | Rang          | Rang |
| ---------------------------------------------------------------------------------- | -------------------- | ------------- | ------------- | ------------- | ------------- | ---- |
| Frauen                                                                             |                      |               |               |               |               |      |
| Tatiana Bachurina                                                                  | Boden                | 11,100        | 94            | ausgeschieden | ausgeschieden | 94   |
| Tatiana Bachurina                                                                  | Schwebebalken        | 11,766        | 52            | ausgeschieden | ausgeschieden | 52   |
| Tatiana Bachurina                                                                  | Stufenbarren         | 11,000        | 79            | ausgeschieden | ausgeschieden | 79   |
| Tatiana Bachurina                                                                  | Mehrkampf Einzel     | —             | —             | 45,532        | 61            | 61   |
| Männer                                                                             |                      |               |               |               |               |      |
| Georgios Angonas                                                                   | Barren               | 13,666        | 36            | ausgeschieden | ausgeschieden | 36   |
| Georgios Angonas                                                                   | Boden                | 12,666        | 77            | ausgeschieden | ausgeschieden | 77   |
| Georgios Angonas                                                                   | Pauschenpferd        | 12,000        | 73            | ausgeschieden | ausgeschieden | 73   |
| Georgios Angonas                                                                   | Reck                 | 13,233        | 39            | ausgeschieden | ausgeschieden | 39   |
| Georgios Angonas                                                                   | Ringe                | 12,166        | 95            | ausgeschieden | ausgeschieden | 95   |
| Georgios Angonas                                                                   | Mehrkampf Einzel     | —             | —             | 76,931        | 44            | 44   |
| Michalis Chari                                                                     | Barren               | 12,700        | 73            | ausgeschieden | ausgeschieden | 73   |
| Michalis Chari                                                                     | Pauschenpferd        | 11,066        | 96            | ausgeschieden | ausgeschieden | 96   |
| Michalis Chari                                                                     | Reck                 | 12,133        | 89            | ausgeschieden | ausgeschieden | 89   |
| Michalis Chari                                                                     | Ringe                | 12,133        | 96            | ausgeschieden | ausgeschieden | 96   |
| Michalis Chari                                                                     | Mehrkampf Einzel     | —             | —             | 75,065        | 53            | 53   |
| Ilias Georgiou                                                                     | Barren               | DNS           | DNS           | ausgeschieden | ausgeschieden | DNS  |
| Ilias Georgiou                                                                     | Boden                | 13,133        | 54            | ausgeschieden | ausgeschieden | 54   |
| Ilias Georgiou                                                                     | Pauschenpferd        | DNS           | DNS           | ausgeschieden | ausgeschieden | DNS  |
| Ilias Georgiou                                                                     | Reck                 | DNS           | DNS           | ausgeschieden | ausgeschieden | DNS  |
| Marios Georgiou                                                                    | Barren               | 13,533        | 32            | ausgeschieden | ausgeschieden | 32   |
| Marios Georgiou                                                                    | Boden                | 12,033        | 72            | ausgeschieden | ausgeschieden | 72   |
| Marios Georgiou                                                                    | Reck                 | 14,233        | 1             | 14,400        | 1             | Gold |
| Marios Georgiou                                                                    | Ringe                | 0,000         | 110           | ausgeschieden | ausgeschieden | 110  |
| Marios Georgiou                                                                    | Mehrkampf Einzel     | —             | —             | DNF           | DNF           | DNF  |
| Sokratis Pilakouris                                                                | Barren               | 11,200        | 100           | ausgeschieden | ausgeschieden | 100  |
| Sokratis Pilakouris                                                                | Boden                | 11,700        | 99            | ausgeschieden | ausgeschieden | 99   |
| Sokratis Pilakouris                                                                | Ringe                | 13,933        | 16            | ausgeschieden | ausgeschieden | 16   |
| Marios Georgiou Ilias Georgiou Georgios Angonas Sokratis Pilakouris Michalis Chari | Mannschaftsmehrkampf | 229,861       | 20            | ausgeschieden | ausgeschieden | 20   |